# Carré Manchot
Carré Manchot est un groupe de musique bretonne, créé en 1986 et qui se produit depuis le plus souvent en fest-noz.

## Biographie
Le groupe Carré Manchot est fondé en 1986 par le joueur de bombarde Hervé Le Lu, l’accordéoniste Rémi Martin, le guitariste Gilbert Le Pennec et le violoniste Jean-Claude Riou. Cette naissance a lieu au beau milieu d’une période creuse pour la musique bretonne… Cela n’empêchera pas Carré Manchot d’enchaîner une soixantaine de fest-noz lors de la première année de son existence. L'originalité et la qualité des nombreuses compositions de Rémi Martin, les arrangements et les « couleurs » novatrices de leur musique, ne sont certes pas étrangers au succès immédiat de Carré Manchot, et ont d'ailleurs inspiré très largement les nombreux groupes de fest-noz qui suivirent, créant une dynamique nouvelle dans la musique bretonne.
À partir de 1988, un changement de cap s'opère : le groupe devient professionnel et intègre deux nouveaux musiciens pour remplacer Rémi Martin et Jean-Claude Riou. Ce sera « la période des deux Ronan » : Ronan Robert à l’accordéon diatonique et Ronan Pinc au violon. Ils vont faire partie de l'équipe durant six années, y amenant leur « patte » et leur style particuliers qui ont très largement fait école depuis. C’est dans cette formule que le groupe s’est vraiment fait connaître, notamment pour sa musique et ses arrangements novateurs - mais aussi pour son esprit de fête, en animant énormément de festoù-noz et en enchaînant de nombreuses tournées à travers l’Europe (Espagne, Angleterre, Allemagne, Pays-Bas).
Fin 1994, les deux Ronan quittent le groupe pour d’autres projets musicaux. Pour bien marquer le changement, Carré Manchot décide de devenir un quintet. Hervé Le Lu et Gilbert Le Pennec sont ainsi rejoints par Yannig Alory à la flûte traversière, Yann-Loïc Joly à l’accordéon diatonique et Erwan Volant à la basse. C’est avec cette formule que le groupe va surfer sur la vague celtique des années 1990 et devenir l’un des groupes de fest-noz les plus populaires que la Bretagne ait connu.
Le 27 juillet 1996, le groupe fête son dixième anniversaire à Cléguérec devant 7 000 danseurs. Durant dix années, en plus de 120 à 130 dates annuelles, de grands moments ont ponctué la vie du groupe : les Francofolies de La Rochelle en 1997, le Bataclan et le Cirque d'Hiver à Paris, les Transmusicales de Rennes, le festival de Cléguérec, le Festival interceltique de Lorient… 
Mais ce qui a surtout marqué cette période, c’est la création du collectif Liyannaj, réunion du groupe Carré Manchot avec les percussionnistes et chanteurs guadeloupéens de Akiyo. Liyannaj s’est fait entendre à la Grande halle de La Villette en 1998, à Nantes, au festival de Cleguerec, à Lorient, en Guadeloupe et en Martinique ainsi qu’au grand festival de Rudolstadt en Allemagne. Ils enregistrent deux CD. Un des titres du disque Liyannaj servira de générique pour une émission de Philippe Meyer sur France Inter.

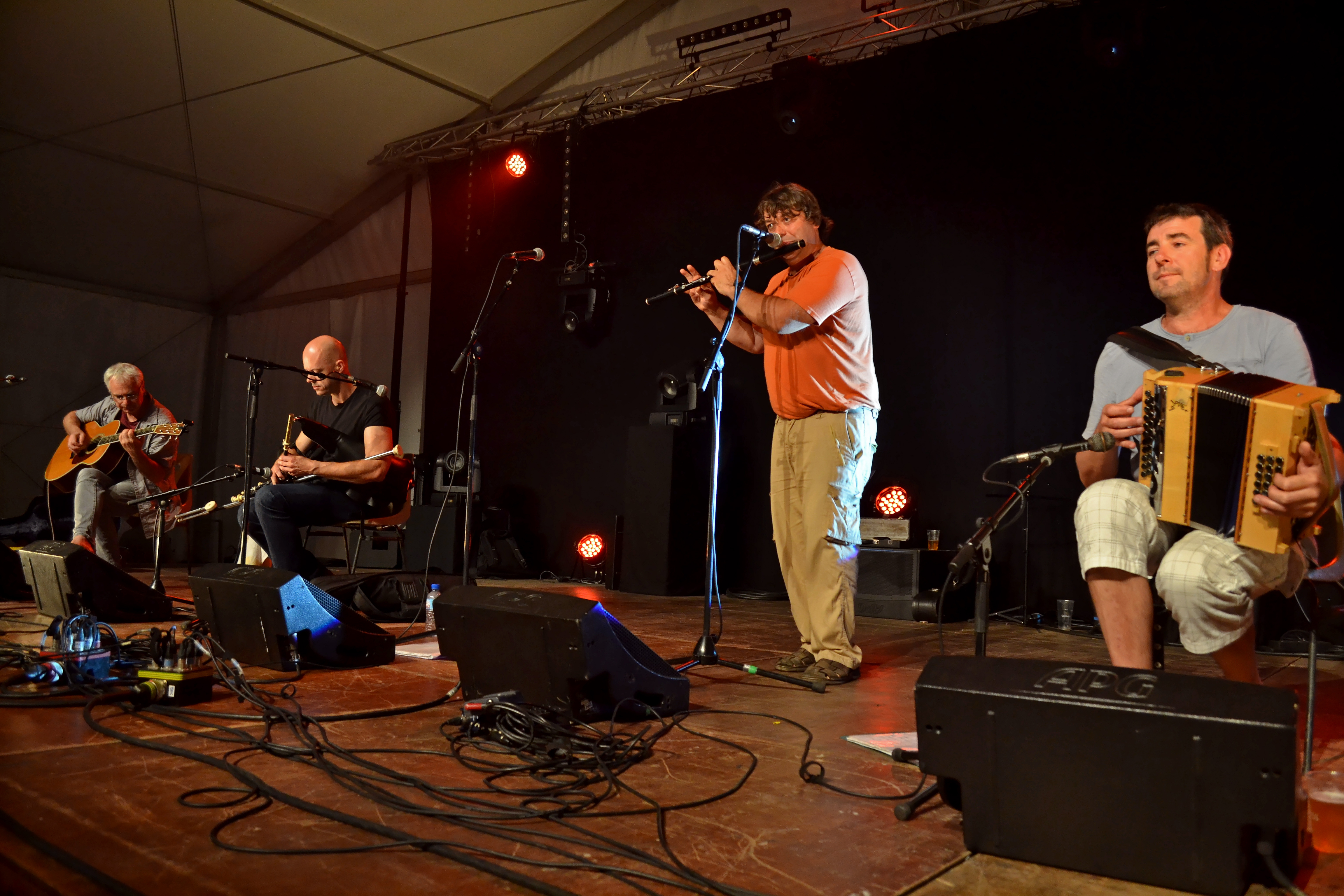
Carré Manchot lors d'un fest-noz au festival de Cornouaille 2014.

En 2005, le percussionniste Stéphane Sotin (ex-musicien de Gilles Servat, de Skeduz et membre de Stock an Dans) remplace Erwan Volant. Le groupe part sur de nouvelles bases. Cette année 2005 est déjà forte en expériences puisque Carré Manchot est allé au Cambodge pour tendre un pont entre la musique bretonne et la musique khmere du groupe Urba (l'Orchestre de l’Académie Royale des Beaux-Arts de Phnom Penh).
Le 13 juillet 2006, le groupe a fêté ses 20 ans à Mûr-de-Bretagne sur les rives du lac de Guerlédan. À cette occasion, tous les musiciens qui ont joué ne serait-ce qu’à titre exceptionnel étaient présents. Soit plus d’une vingtaine de formations. Le 15 juillet, il clôt le festival de Cornouaille.
Le 14 août 2011, le groupe est, à l'occasion de ses 25 ans, l'invité d'honneur du Cyber fest noz qui se tient pour cette édition à Lorient, en clôture du Festival interceltique.
Le chanteur Patrick Marie, après avoir régulièrement avoir collaboré avec le groupe dès 1995, l'intègre pour de bon en 2013.
En 2021, le groupe crée un spectacle musical destiné au jeune public (assorti d'un livre-CD), en collaboration avec le conteur Marc Derouen et l'illustrateur Gaël Le Clézio.

## Composition

### Membres actuels
- Gilbert Le Pennec : guitare
- Yannick Alory : flûtes
- Yann Loïc Joly : accordéon diatonique
- Loïc Bléjean : uilleann pipes et low whistle
- Patrick Marie : chant

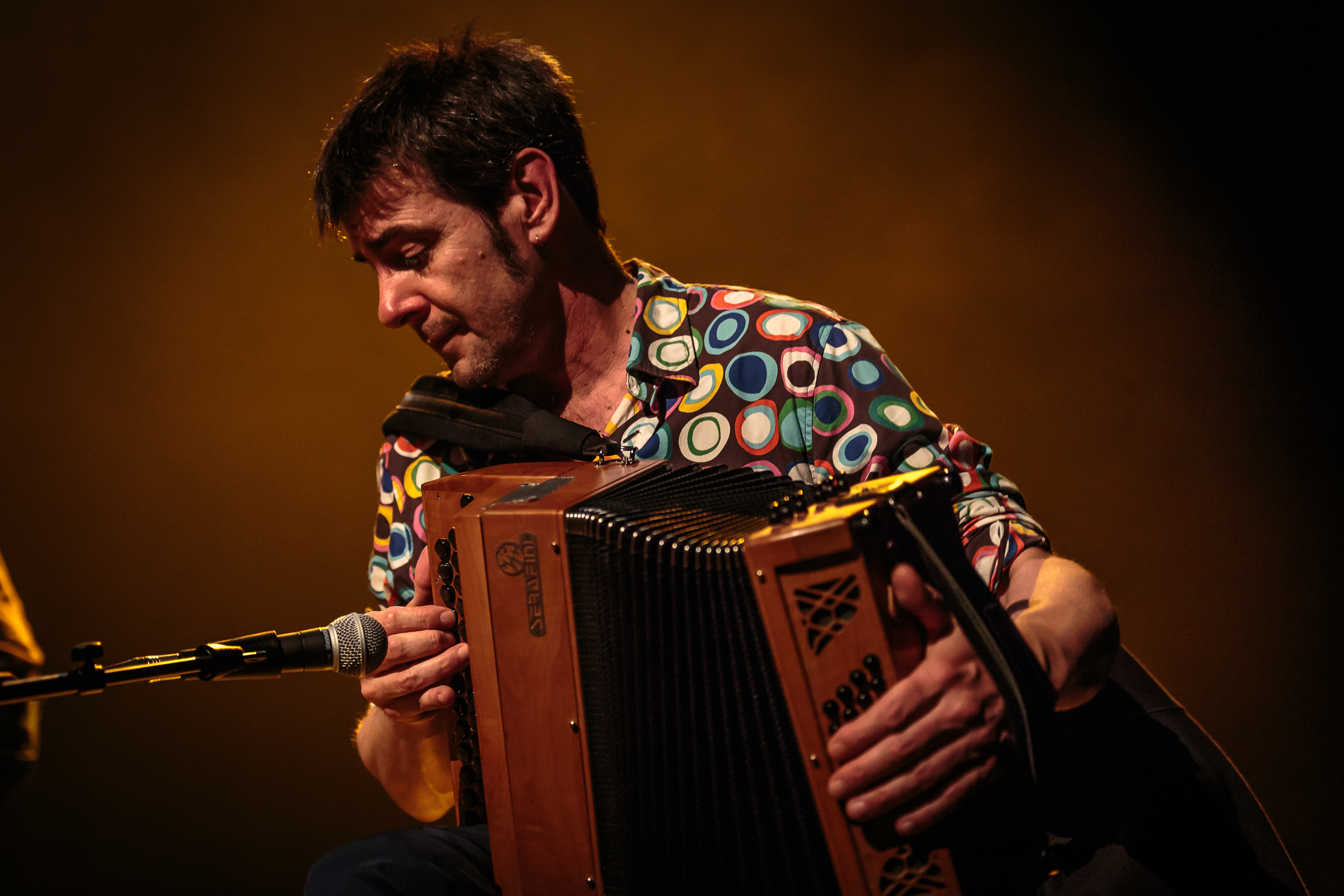
Yann Loïc Joly
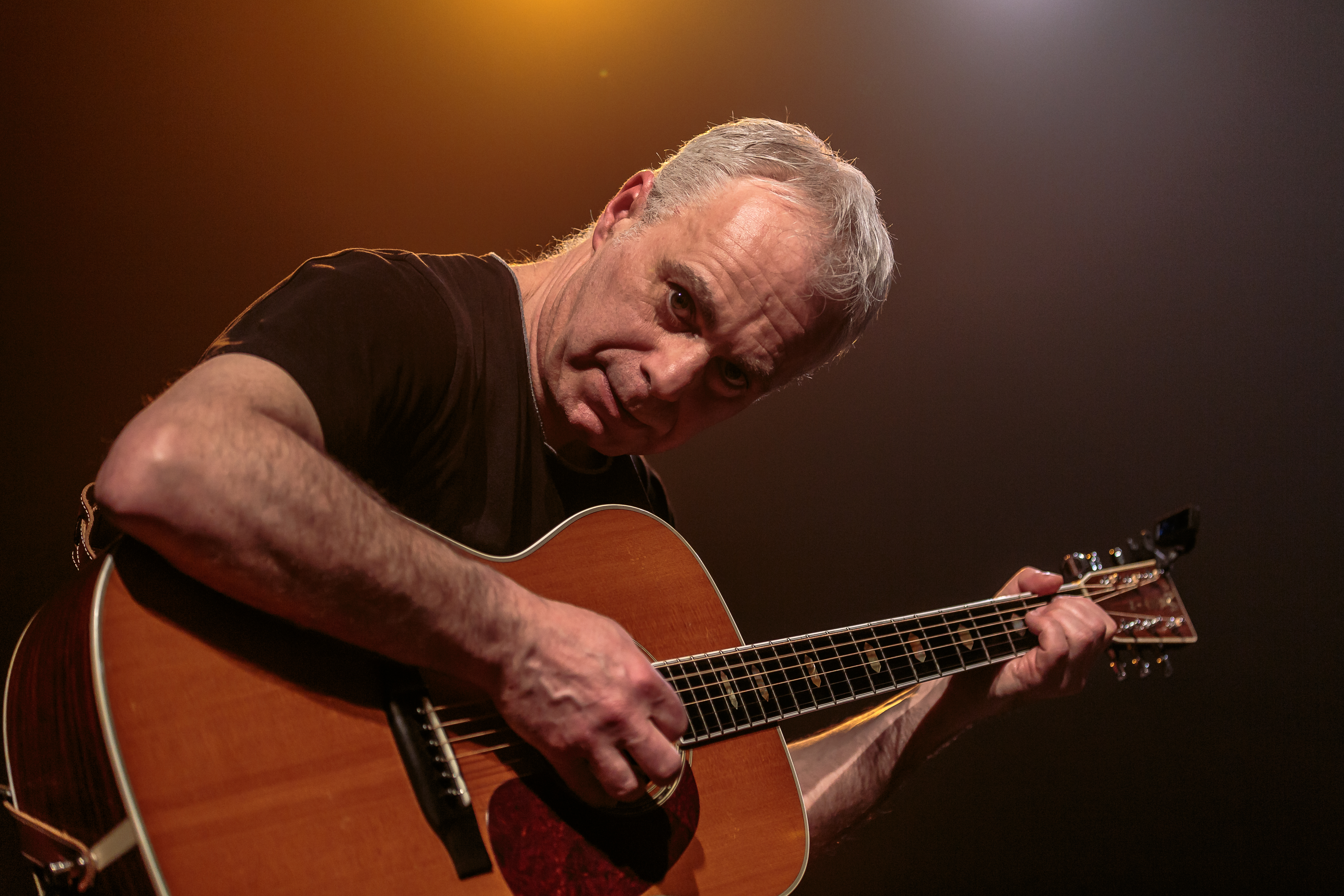
Gilbert Le Pennec
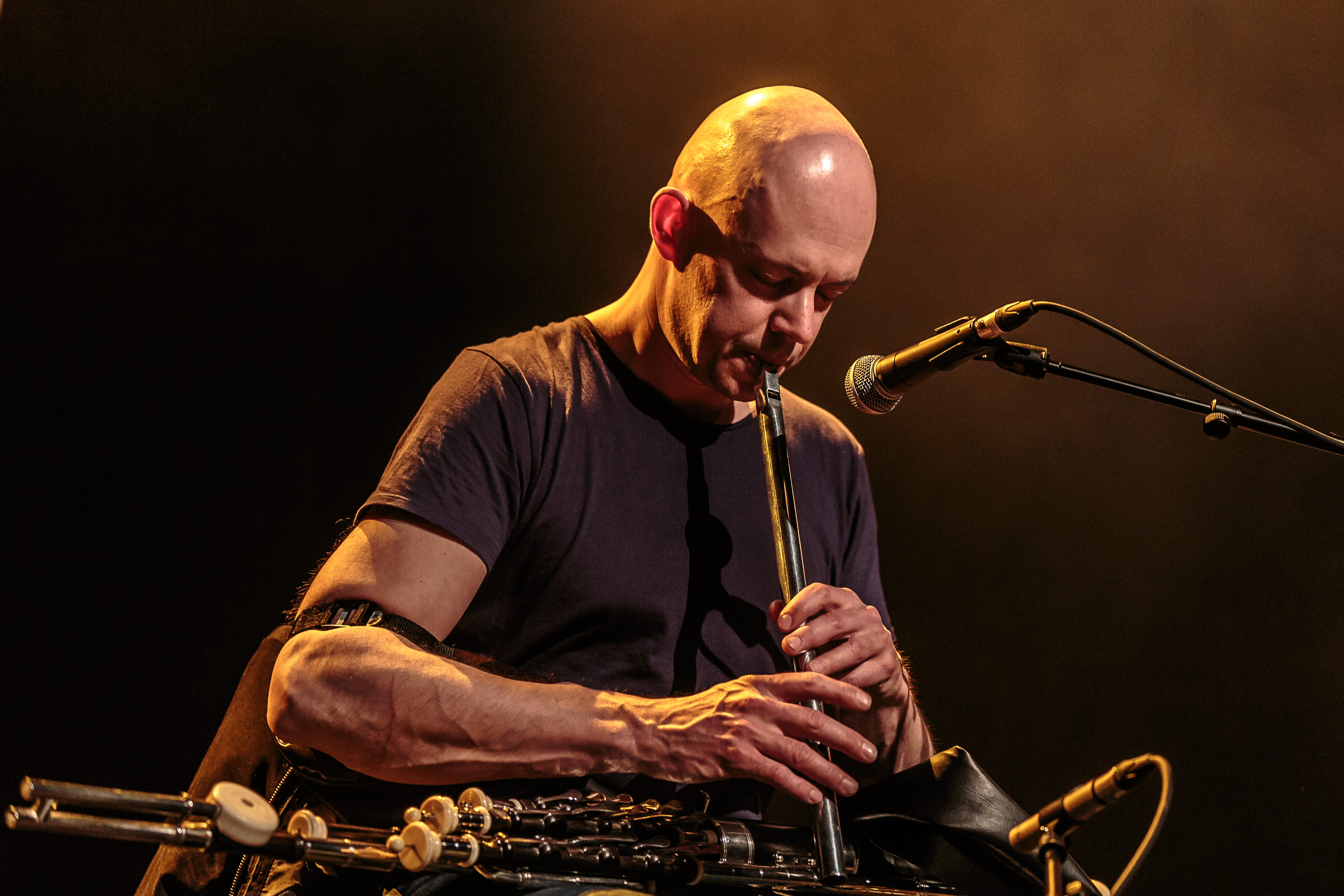
Loïc Bléjean
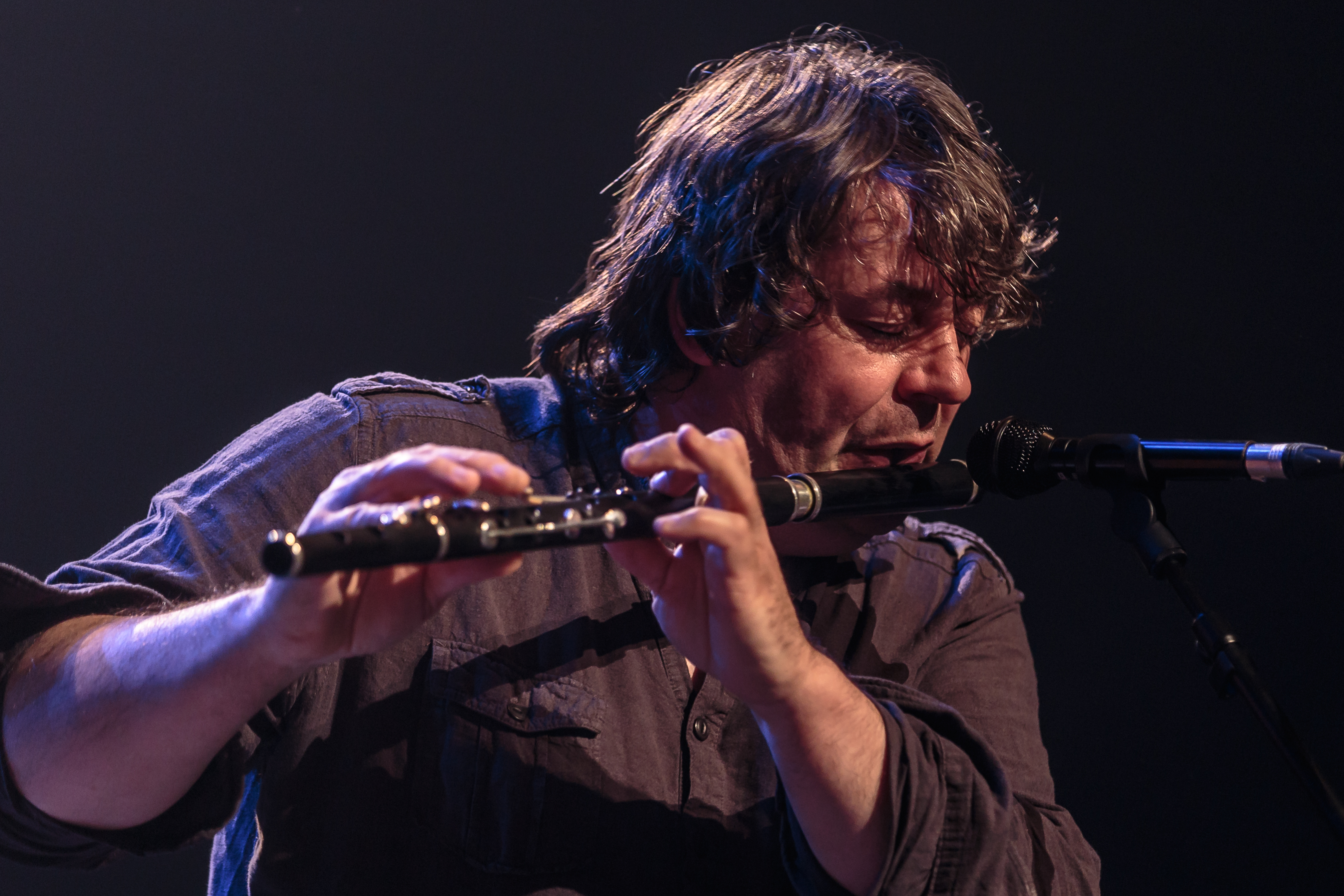
Yannick Alory
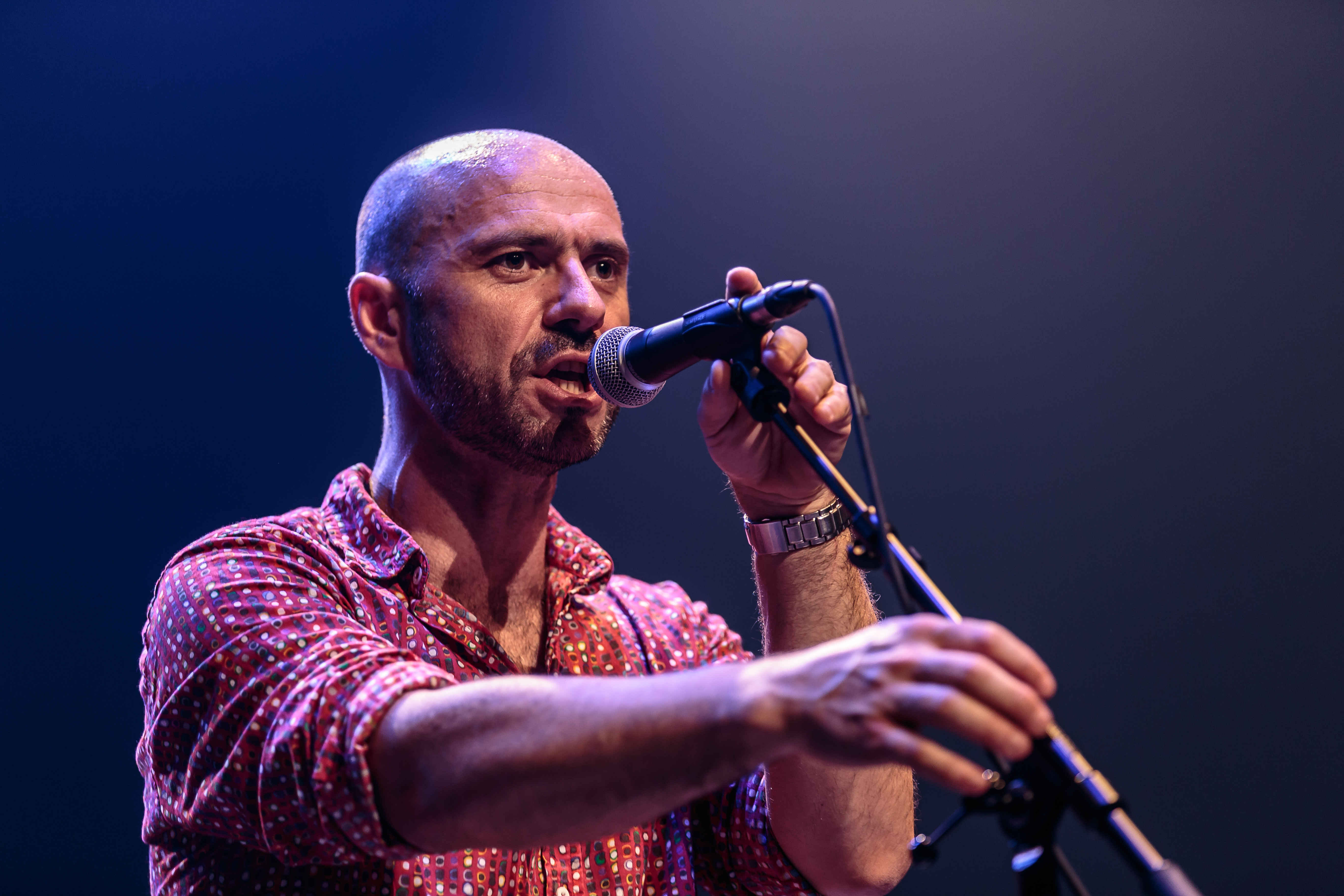
Patrick Marie

### Anciens membres
- Rémi Martin (de 1986 à 1988) :  accordéon diatonique
- Jean-Claude Riou (de 1986 à 1988) :  violon
- Hervé Le Lu (de 1986 à 2007) :  bombarde
- Ronan Robert (de 1988 à 1994) : accordéon
- Ronan Pinc (de 1988 à 1994) : violon
- Erwan Volant (de 1994 à 2005) : basse
- Stéphane Sotin (de 2006 à 2007) : percussions

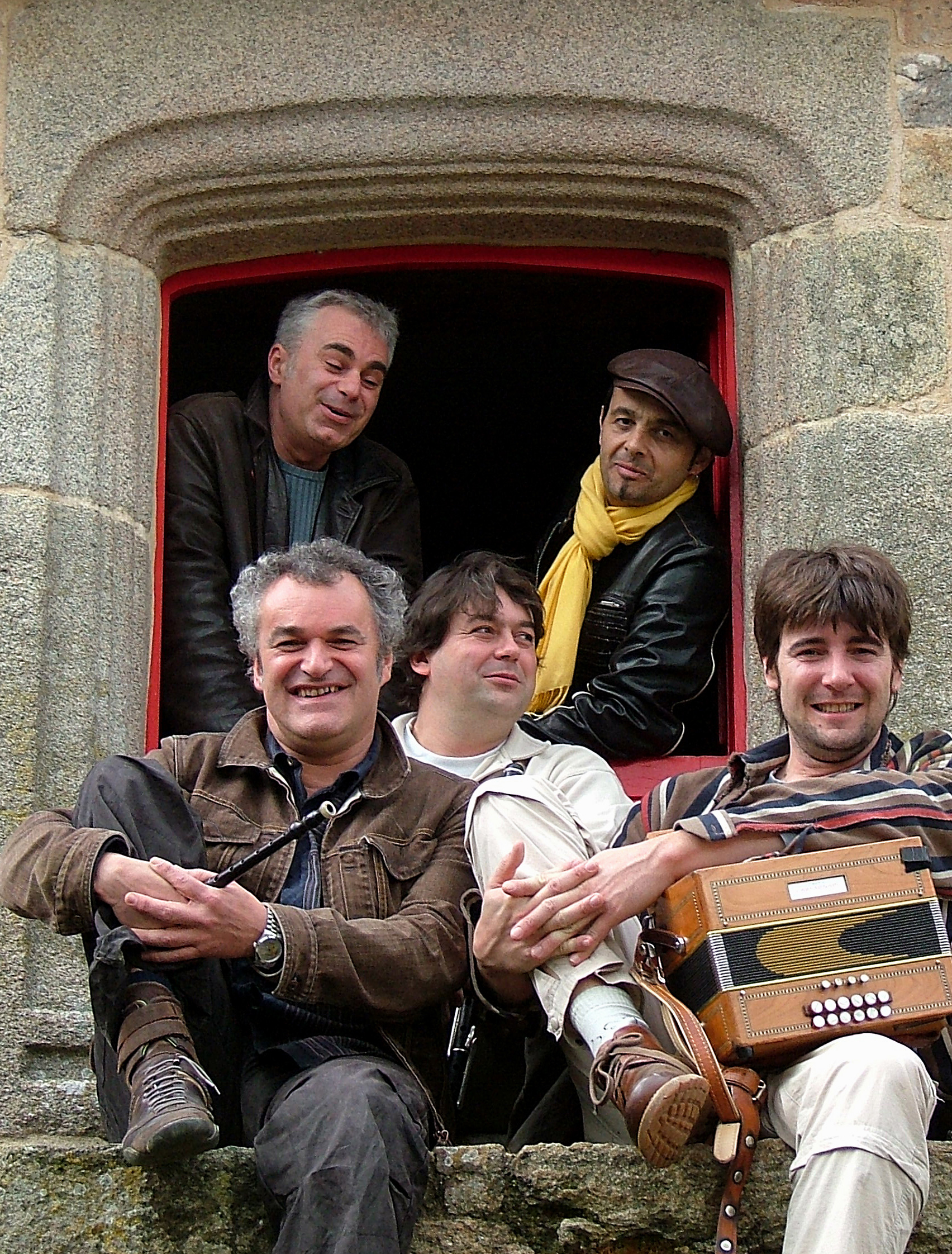
Le groupe en 2005
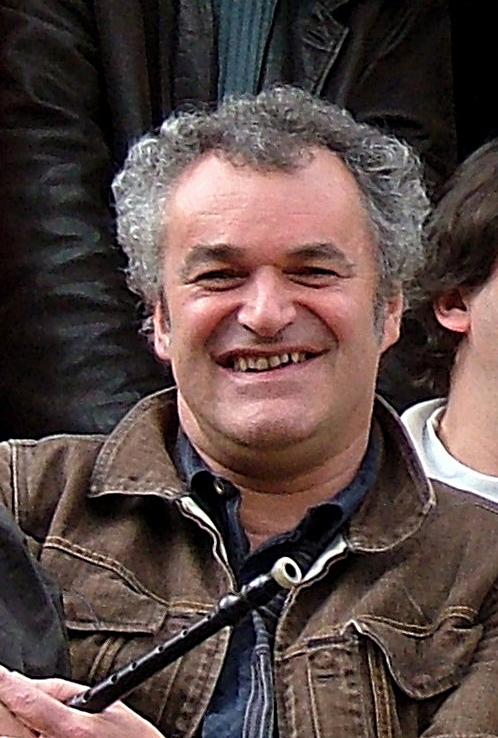
Hervé Le Lu
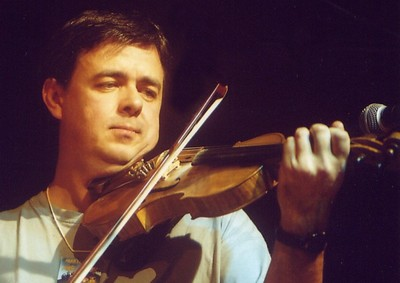
Ronan Pinc
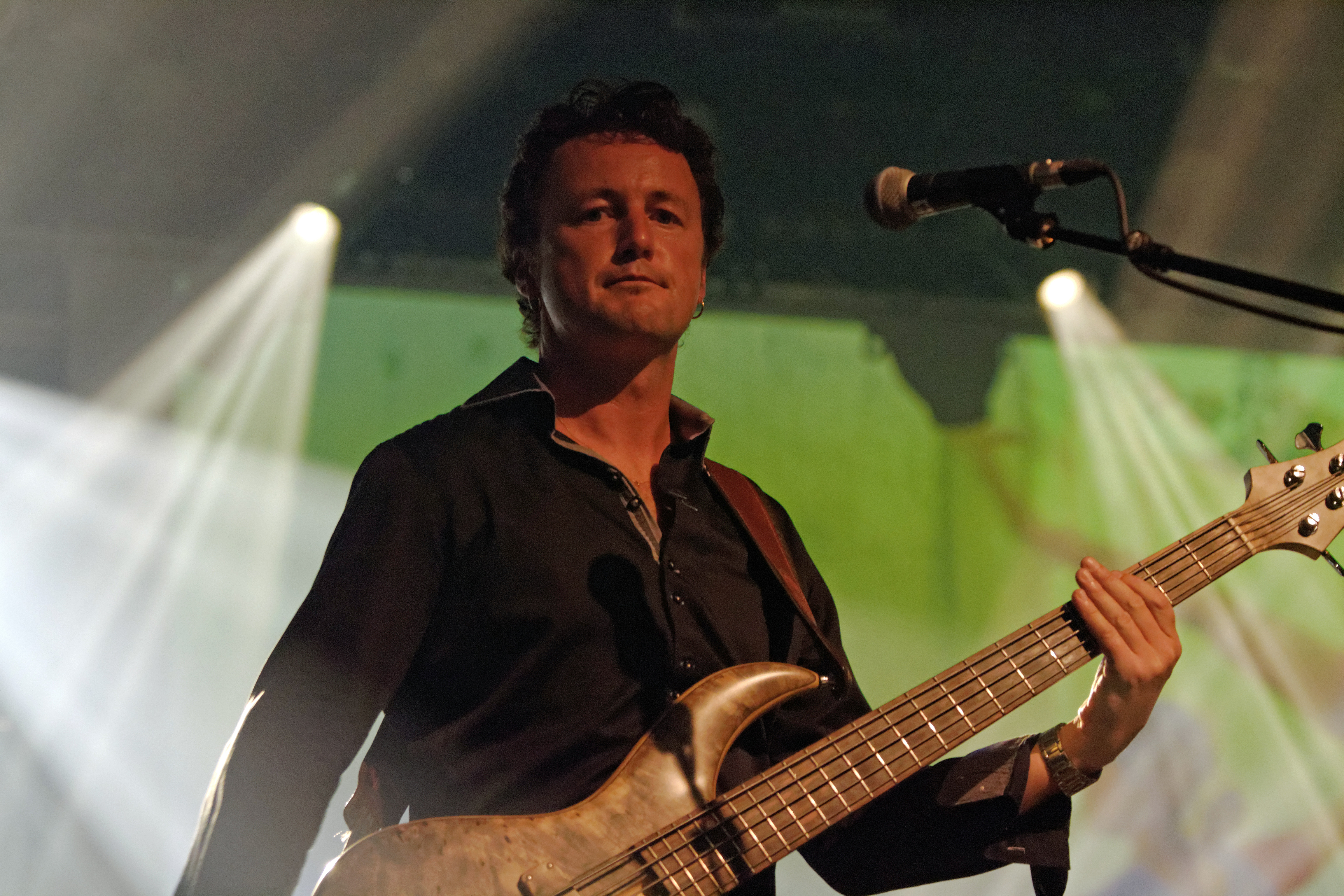
Erwan Volant